# 若葉台検車区
若葉台検車区（わかばだいけんしゃく）は、東京都稲城市若葉台（一部は神奈川県川崎市麻生区黒川）に所在する、京王電鉄の車両基地。
鉄道車両の検査・修理のほか、鉄道事故の救助・復旧訓練にも使われる。
なお、本稿では派出所である桜上水派出所（東京都世田谷区）および併設されている若葉台工場についても記述する。

## 概要
京王電鉄最大の車両基地である。京王相模原線若葉台駅北西部に、先行して若葉台工場が1983年（昭和58年）10月1日に、若葉台検車区は1年後の1984年（昭和59年）10月1日に開設された。

### 若葉台検車区
京王線車両の列車検査・月検査や車両清掃、車両故障対応（修繕）、車輪転削などを行っている。
若葉台駅西側から検車区・工場施設への入出庫線がある。構内の本線寄りに留置線が13本（21 - 33番線）あり、北側に向かってピット構造の検車庫（検査線）が2本（34・35番線）、留置線（36番線）、車両洗浄線が2線（37・38番線）、車輪転削線（9番線）ある。検車庫は10両編成2本が収容でき、34番線では月検査、35番線では列車検査が施工される。37・38番線は手前が留置線（7・8番線）となっており、終端側が洗浄作業台を備えた車両洗浄線となる。車輪転削線には車輪転削庫を備えており、京王線車両のほか軌間の異なる井の頭線車両の台車にも対応している。

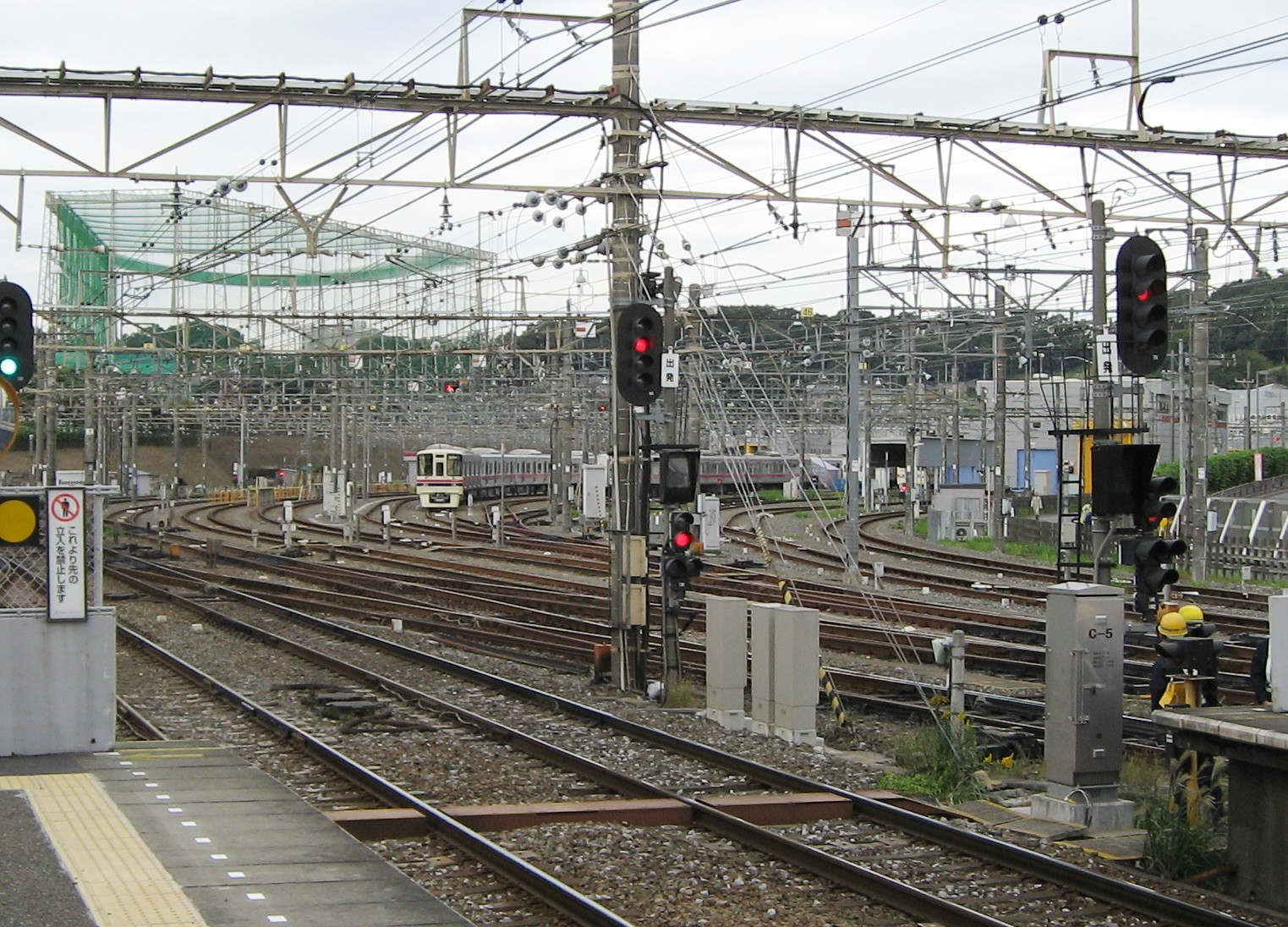
若葉台駅ホームから見た若葉台検車区（撮影2008年10月30日）

### 若葉台工場
検車区の北側に若葉台工場建屋がある。工場はグループ会社の京王重機整備委託の元、重要部検査・全般検査や古くなった車両の更新工事（リニューアル）等を行っている。工場建屋内に繋がる線は編成整備線（出場車両の編成検査場所）、出場線、入場線、車体塗装場、改修場3線がある。屋外には改修場、修理場（検車区エリア）等がある。
車両は工場に入場する前に入場線手前の床下洗浄庫で床下を温水洗浄し、入線すると編成を分解して車体作業場に移される。そこで床下機器や台車を取り外し、各作業場で検査を行う。その後車両は大まかに、入線、車体作業場、改修場、車体作業場へと流れていき、2回目の車体作業場で点検を終えた床下機器や台車を取り付ける。すべての車両の作業が完了次第、車両を連結し編成を組ませている。
また井の頭線の車両の検査業務のうち、車体等以外の部品の検査・整備は富士見ヶ丘検車区にて車体から取り外して若葉台工場へトラックで移送して行われる。このため井の頭線車両も車体に記される検査表記は「若葉台工」となっている。

### 桜上水派出所
旧桜上水検車区・桜上水工場。桜上水駅北側及び東側に多くの留置線が設置されている。若葉台への工場移転後、跡地は住宅展示場となった。また、橋上駅舎化に伴って留置線の一部が撤去されている。桜上水派出所は検査は施工していないが、車両故障等の営業線対応を行っている。
現在は新宿方に引き上げ線（6番線）と留置線（7・8番線）が、京王八王子方には引き上げ線（9番線）と留置線（10-13番線）がある。

## 沿革
1926年（大正15年）4月28日、北沢車庫前駅（のちの京王車庫前駅、現・桜上水駅）が開業し、駅北側に北沢車庫（後の桜上水検車区・桜上水工場）が開設された。
それ以来、京王線系統（京王線・京王新線・相模原線・高尾線・動物園線・競馬場線）の車両の整備は、桜上水検車区・桜上水工場および高幡不動駅北側に所在する高幡不動検車区で行われていた。
ところが、相模原線開業や乗客増による長編成化により車両数が増加し、車両も大型化したため、桜上水検車区・桜上水工場は手狭となった。このため、当時開発がそれほど進んでいなかった若葉台駅北西部に工場・検車区を新設して機能を移転させた。
1983年（昭和58年）10月1日の若葉台工場発足を機に桜上水工場を廃止、1984年（昭和58年）10月1日の若葉台検車区発足を機に桜上水検車区を廃止した。車庫の跡地は桜上水派出所として存続している。

### 若葉台工場の沿革
- 1983年（昭和58年）10月1日 - 工場新設[5]
- 1993年（平成5年）
  - 車体改修場増設
- 1995年（平成7年）
  - 車体塗装ロボット新設
  - 車両床下機器洗浄装置新設
  - 主作業場増築及び現場事務所・詰所新設
  - 主要部品倉庫を新設し、車両部品管理を経理部から若葉台工場へ移管
- 1996年（平成8年）
  - 主電動機・台車枠・輪軸駆動装置・電気・空制部品各検修ライン化完成
- 1997年（平成9年）
  - 立体格納庫耐震補強工事完成
  - 編成整備線延伸（10両編成対応）工事完成
- 1998年（平成10年）
  - 社名を京王帝都電鉄から京王電鉄に変更
- 2001年（平成13年）
  - 輪重測定装置・車体高さ測定装置・戸閉機洗浄装置新設
- 2002年（平成14年）
  - 工場整備部門を京王重機整備に業務委託
  - 座席清掃装置新設
- 2014年（平成26年）
  - 主電動機検修ライン更新工事完成
- 2017年（平成29年）
  - 排水処理装置・処理水再利用装置更新
  - 台車検修ライン更新工事完成
- 2018年（平成30年）
  - 工場内照明設備LED化
  - 工場内冷暖房装置（SWIT）新設
- 2019年（令和元年）
  - ピットフラット化設備新設

### 若葉台検車区の沿革
- 1951年（昭和26年）- 桜上水検車区として設立
- 1974年（昭和49年）- 高幡不動検車区若葉台出張所を若葉台高架下に設置
- 1984年（昭和59年）
  - 若葉台検車庫完成を機に桜上水検車区及び若葉台出張所を廃止
  - 高幡不動検車区桜上水派出所を新設
  - 若葉台工場より修理場が若葉台検車区へ移管
- 1987年（昭和62年）- 桜上水派出所の所属を高幡不動検車区から若葉台検車区へ変更
- 1989年（平成元年）- 床下型車輪旋盤設置
- 2001年（平成13年）- 修理業務を京王重機整備に業務委託
- 2008年（平成20年）- 床下型車両旋盤更新
- 2012年（平成24年）
  - 車両洗浄装置更新・薬洗噴霧器設置
- 2017年（平成29年）- エアー搬送ファン設置

## 配置車両
- 2023年10月時点[1]
  - 5000系 - 10両編成7本
  - 7000系 - 計8本
  - 8000系 - 計10本
  - 9000系 - 8両編成4本・10両編成20本

これ以外の京王線系統車両は高幡不動検車区に配置。